# ۶۱۲ (قمری)
۶۱۲ (قمری)، ششصد و دوازدهمین سال در گاهشماری هجری قمری است. اول محرم این سال برابر با ۲ مه سال ۱۲۱۵ میلادی است.